# Brynhildur Pétursdóttir
Brynhildur Pétursdóttir (* 30. April 1969 in Reykjavík) ist eine isländische Politikerin (Björt framtíð).
Sie hat Abschlüsse in Innenarchitektur vom Istituto di arti operativi in Perugia (1993) und als Fremdenführerin von der isländischen Fremdenführerschule Leiðsöguskóla Íslands (1994). 2001 erhielt sie einen Bachelor in Wirtschaftssprache von der Syddansk Universitet in Odense. Von 2002 bis 2013 arbeitete sie beim isländischen Konsumentenverband, dessen Zeitschrift sie von 2005 bis 2013 redigierte. Von 2002 bis 2008 leitete sie das dem Kinderbuchautor Jón Sveinsson gewidmete Museum Nonnahús in Akureyri. 
Brynhildur war seit der isländischen Parlamentswahl vom 27. April 2013 Abgeordnete des isländischen Parlaments Althing für den Nordöstlichen Wahlkreis. Sie war Mitglied des Parlamentsausschusses für das Budget sowie des Sonderausschusses für die Geschäftsordnung des Parlaments. Seit 2015 war Brynhildur Fraktionsvorsitzende der Björt framtíð im Althing, nachdem sie zuvor als stellvertretende Fraktionsvorsitzende amtierte. Zur Parlamentswahl in Island 2016 ist Brynhildur nicht mehr angetreten.